# Sitapha Savané
Sitapha Savané Sagna, né le 20 août 1978, à Dakar, au Sénégal, est un joueur sénégalais de basket-ball. Il évolue au poste d'ailier fort.

## Carrière
Sitapha Savané est le fils de l'homme politique sénégalais Landing Savané.